# OLD!Gamer
OLD!Gamer é uma revista de jogos eletrônicos da Editora Europa focada em games de plataformas antigas como Atari 2600, Nintendo Entertainment System, Master System, Mega Drive, Super Nintendo, Neo Geo dentre outras nos moldes da Retro Gamer, lançada em 27 de agosto de 2009.